# Метеор-2020

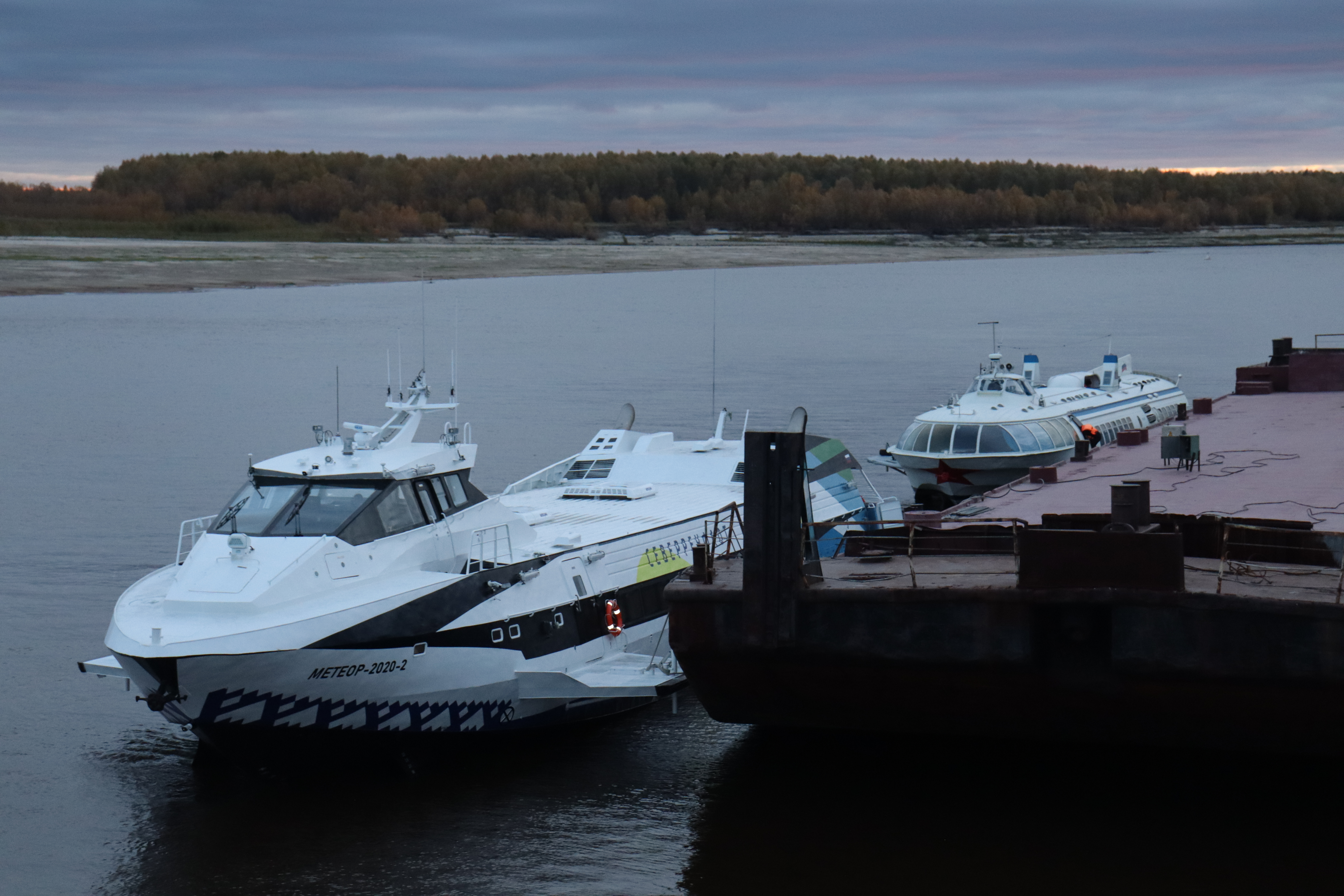
Метеор-2020

Метеор-2020 — судно на подводных крыльях (СПК) проекта 03830, разработанное конструкторами ООО «Си Тех» в Нижнем Новгороде и предназначенное для скоростных пассажирских перевозок по судоходным рекам и водохранилищам. Это новое судно, имеющее к СПК «Метеор» проекта 342 (342Э, 342У) общего только назначение судна и наличие крыльевого устройства (нового типа). А так же - тот же завод, что производил ранее легендарные "Метеоры". 
Судно обслуживается экипажем из шести человек и рассчитано на длительные рейсы (8 и более часов); салон вмещает 120 пассажиров на комфортабельных авиационных креслах. Предусмотрено питание пассажиров во время рейса. Судно оборудовано для перевозки инвалидов-колясочников. В носовой части судна по желанию заказчика расположена зона отдыха экипажа со спальными местами и кают-компанией. Из рулевой рубки предусмотрены выходы на борта. 

## История
Проектировать новое СПК начали после решения правительства Ханты-Мансийского автономного округа обновить пассажирский флот. За разработку взялось проектное ООО «Си Тех», а производство передали на Зеленодольский завод имени А. М. Горького, который уже имел опыт в строительстве судов на подводных крыльях — с 1961 по 1991 годы там спустили на воду 361 «Метеор». Головной «Метеор-2020» спущен на воду в июне 2022 года, второй экземпляр для ХМАО — 9 июня 2023 года. По утверждению Рената Мистахова, главы СК «Ак Барс», владеющей Зеленодольским заводом, в конце 2023 года корпорация планировала за следующие два года построить еще восемь судов и выйти таким образом на серийное производство, несмотря на отсутствие на тот момент твердых, подписанных контрактов. К концу мая 2025 года на воду удалось спустить шесть из запланированных судов: первые два «Метеор-2020» перевозили пассажиров в компании «Северречфлот» (Ханты-Мансийск) на реке Обь, три принадлежали флоту Республики Татарстан (с планами ввести два из них в эксплуатацию в 2026 году), а шестой был построен по заказу АО «Государственная транспортная лизинговая компания».
Эксплуатация новых СПК началась в Татарстане в августе 2023 года — 18 августа «Метеор-2020» приступил к работе на маршруте Казань — Ульяновск.